# Оклюка
Оклюкао (словен. Okljuka) — поселення в общині Метлика, регіон Південно-Східна Словенія, Словенія.